# Être sans destin (livre)
Pour les articles homonymes, voir Être sans destin (film) et Être sans destin.
Être sans destin (en hongrois : Sorstalanság, littéralement « absence de destin ») est un roman autobiographique écrit par Imre Kertész, publié en français aux éditions Actes Sud en 1997. 
L'auteur en a le projet d'écriture dès les années 1950, mais met près de deux dizaines d'années à l'écrire, à cause de ses difficultés matérielles d'opposant au régime communiste, ainsi que de sa volonté d'objectivité et de linéarité complète, sans ellipse ni analyse conceptuelle. Ses réflexions littéraires sur l'écriture de ce roman sont réunies dans son Journal de galère, publié en 1992.
Être sans destin est considéré comme son œuvre centrale. Elle est souvent citée parmi les livres importants racontant la Shoah et constitue la raison principale de l'obtention par l'auteur du prix Nobel de littérature en 2002. 
Son écriture inspirée de Franz Kafka, mais dans un cadre réel et non fictionnel, repose sur une mise à distance permanente. L’œuvre ne contient aucun pathos ni aucune analyse, le narrateur de quinze ans ne comprenant rien à ce qui lui arrive. Elle est marquée par une ironie sombre, proche des œuvres de Tadeusz Borowski.

## Un roman proche de l'absurde
Dans Être sans destin, le narrateur, âgé de quinze ans au début du récit, semble étranger à ce qui se passe autour de lui. Il est un spectateur distancié de ses propres faits et gestes. Il n'exprime que des sentiments primaires liés au physique : faim, yeux qui piquent... Il ne ressent qu'indifférence quand son père est envoyé dans un camp de travail par les autorités hongroises. Ce procédé de mise à distance rapproche cette œuvre des récits de Franz Kafka, le trouble venant de ce que ce qui est raconté n'est pas de la fiction mais un événement réel.
Cette distance donne à ses descriptions une certaine cruauté et un humour absurde, proche parfois du cynisme. Elle est en partie rendue par l'absence quasi-totale de dialogue direct, un style descriptif qui éloigne le lecteur de l'action et l'empêche de s'identifier au narrateur. Celui-ci se reprend, hésite dans son récit, jalonné de peut-être, de plutôt, de selon mon avis ou selon mon sentiment, je dois bien reconnaitre. Le ton de confidence, bien loin de celui habituel du témoignage, introduit un sentiment d'étrangeté et provoque même par moments des effets comiques. Ainsi, avec une sincérité confondante, le narrateur, qui retrouve peu à peu ses forces dans une infirmerie de Buchenwald, explique, quand il voit un autre convalescent suppliant obligé de retourner dans le camp : « Mais d'abord, tout s'était déroulé selon les règles de l'équité... pour ensuite penser... en dernier lieu, et surtout, il m'est visiblement plus facile d'admettre le malheur des autres que le mien propre... » L'universitaire Georges-Arthur Goldschmidt parle ainsi d'une « terrible ironie », notamment dans le chapitre 8, et relie cette ironie à la simplicité de la langue contenue par le texte.
Le narrateur n'identifie pas un acte ou un objet pour ce qu'il signifie et ne perçoit donc pas la réalité. Ainsi, il dit d'un gendarme portant  une matraque: « Il tenait dans sa main un outil cylindrique, un peu ridicule au fond parce qu'il rappelait un rouleau à pâtisserie. » ; il assimile les déportés en tenue à des criminels à son arrivée au camp. Il admire un lever de soleil alors que le convoi qui le déporte arrive à Auschwitz-Birkenau, puis s'endort tranquille. Le camp annexe de Zeitz est qualifié de provincial comme s'il s'agissait d'une petite ville assoupie. Ces effets de décalage sont justifiés par le fait que le narrateur a quinze ans et aucun bagage conceptuel : il ne comprend pas ce qui lui arrive.
La narration permet aussi d'exprimer le non-sens profond de la persécution dont les Juifs sont victimes. Ce non-sens est tel que le jour où le narrateur est pris dans une rafle, il continue à rire, à s'amuser sans inquiétude avec les autres adolescents. À partir de ce moment-là, il ne comprend rien à ce qui lui arrive. Lorsque les Juifs sont conduits dans un camp de transit improvisé dans une briqueterie, il est tout étonné de voir certains adultes s'échapper et lorsqu'il comprend qu'il ne rentrera pas chez lui, il  pense amusé à « la tête de [s]aa belle-mère quand elle se rendrait compte qu'elle [l]'attendait en vain pour dîner. » Le sentiment d'absurdité vient du décalage entre ce que sait le narrateur et ce que sait le lecteur. Ainsi dans le grouillement de la Judenrampe de Birkenau, le narrateur aperçoit des soldats allemands et dit : « J'étais un peu soulagé à leur vue, parce que, pimpants et bien soignés dans ce tohu-bohu, eux seuls étaient solides et respiraient la sérénité. » Le narrateur pousse le décalage jusqu'à l'antiphrase comme lorsqu'il décrit la tenue de bagnard d'un déporté : « coupée et repassée, presque ostensiblement, selon la meilleure mode... ». Dans un premier temps, il  interprète tout positivement, donnant en tout raison aux Allemands et trouvant de bonnes raisons à leurs agissements, comme s'il se soumettait à eux volontairement et par avance.

## Une mise en lumière de la Shoah en Hongrie
(novembre 2023).
- Si vous ne connaissez pas le sujet, laissez ce bandeau (vous pouvez alors contacter les auteurs).
- Si vous supprimez le contenu mis en cause (vous pouvez préalablement contacter les auteurs),

argumentez précisément cette suppression dans la page de discussion
(un manque de référence n'est pas un argument ; une recherche réelle de référence doit avoir été effectuée, être formellement documentée).
La distance n'empêche pas Imre Kertész de dresser, touche par touche, un tableau de la situation des Juifs à Budapest pendant la Seconde Guerre mondiale : comment le port de l'étoile jaune révèle, parmi les voisins quasi anonymes, ceux qui sont « de la même race » et crée un sentiment d'intérêt commun ; le regard des non-juifs qui change, un boulanger justifiant par son antisémitisme le fait de voler les Juifs et de s'enrichir à leurs dépens ; le travail obligatoire sur le front ou dans des camps pour les hommes valides, la réquisition pour le travail dans des usines de Budapest pour les plus jeunes en âge de travailler, l'interdiction de sortir après huit heures du soir pour les Juifs, les rafles qui surprennent les Juifs dans leurs trajets quotidiens, les mensonges des nazis relayés par le Judenrat qui demandent des volontaires pour travailler en Allemagne, le transport dans des wagons à bestiaux sans eau, le gendarme hongrois qui tente d'extorquer contre de l'eau le peu qu'il reste aux juifs assoiffés, la sélection à l'arrivée à Auschwitz, la transformation des hommes en déportés, la promiscuité dans les châlits, l'attente interminable de la quarantaine, la faim, les transferts incessants de camp en camp (surtout à partir de l'automne 1944), les Kapos, l'obsession de la nourriture, la perte de toute solidarité, les phlegmons si fréquents chez les déportés-esclaves...
C'est d'ailleurs la distanciation qui permet au narrateur de montrer sa transformation en musulman (détenu épuisé et décharné près de la mort) sans sombrer dans le pathos. Avec un détachement hallucinant, il raconte son agonie, tas d'os amassé à d'autres tas d'os, son retour vers Buchenwald, plus mort que vivant et enfin son retour à la vie dans un « hôpital » du camp tenu par des triangles rouges, des déportés-résistants qui lui rendent en même temps son nom et son humanité sans qu'il se départe de son sens de l'observation plein de naïveté comique. 
Imre Kertész donne aussi à voir les différentes réactions des Juifs : l'oncle Lajos pour qui ce qui arrive est la volonté de Dieu qui punit les Juifs car ils se sont éloignés de lui, l'oncle Vili qui pense que les alliés vont bientôt gagner la guerre et que les Juifs hongrois seront sauvés, la soumission de ceux qui pensent qu'en obéissant aux Allemands, les Juifs auront la vie sauve... Alors que les Juifs sombrent corps et âme dans les camps, le lecteur assiste à un moment dont la puissance force l'émotion malgré tous les procédés stylistiques employés par Kertész pour en barrer le chemin. Quand trois juifs lettons, qui se sont enfuis de Zeitz, sont repris et pendus en public, tout le camp, dans un murmure grondant, reprend, après le rabbin, le Kaddish, la prière des morts. Le narrateur, juif assimilé, jusque-là étranger à tout ce qui se passait, se sent pour la première fois exclu. De retour à Budapest, il apprend que son père est mort à Mauthausen et que sa belle-mère s'est remariée avec le contremaître de l'entreprise familiale. Alors que les voisins juifs survivants lui disent qu'il doit tout oublier et recommencer à vivre, il leur répond : « Moi aussi j'ai vécu un destin donné. Ce n'était pas mon destin, mais c'est moi qui l'ai vécu jusqu'au bout... maintenant je ne pouvais pas m'accommoder que ce n'était qu'une erreur, un accident, une espèce de dérapage ou que peut-être rien ne s'était passé... On ne pouvait jamais recommencer une autre vie, on ne peut que poursuivre l'ancienne... S'il y a un destin, la liberté n'est pas possible, si la liberté existe, alors il n'y a pas de destin... c'est-à-dire que nous sommes nous-mêmes le destin... il m'est impossible de n'être ni vainqueur ni vaincu... de n'être ni la cause ni la conséquence de rien... je ne pouvais pas avaler cette fichue amertume de devoir n'être rien qu'un innocent...» Et le livre finit par ces phrases éminemment provocantes : « Oui, c'est de cela, du bonheur des camps de concentration, que je devrai parler la prochaine fois qu'on me posera des questions. Si jamais on m'en pose. Et si je n'ai pas moi-même oublié. »

## Éditions
- Être sans destin, Actes Sud, 1997,  traduit du hongrois par Charles Zaremba et Natalia Zaremba-Huzsvai,  (ISBN 978-2-7427-8489-9)

## Adaptation au cinéma
- 2006 : Être sans destin (film).